# Sitio del Toro
El Sitio del Toro en Cisjordania fue un sitio de culto al aire libre en el siglo XII a. C. en Canaán. Es el lugar donde fue encontrada la Estatuilla del Toro. 

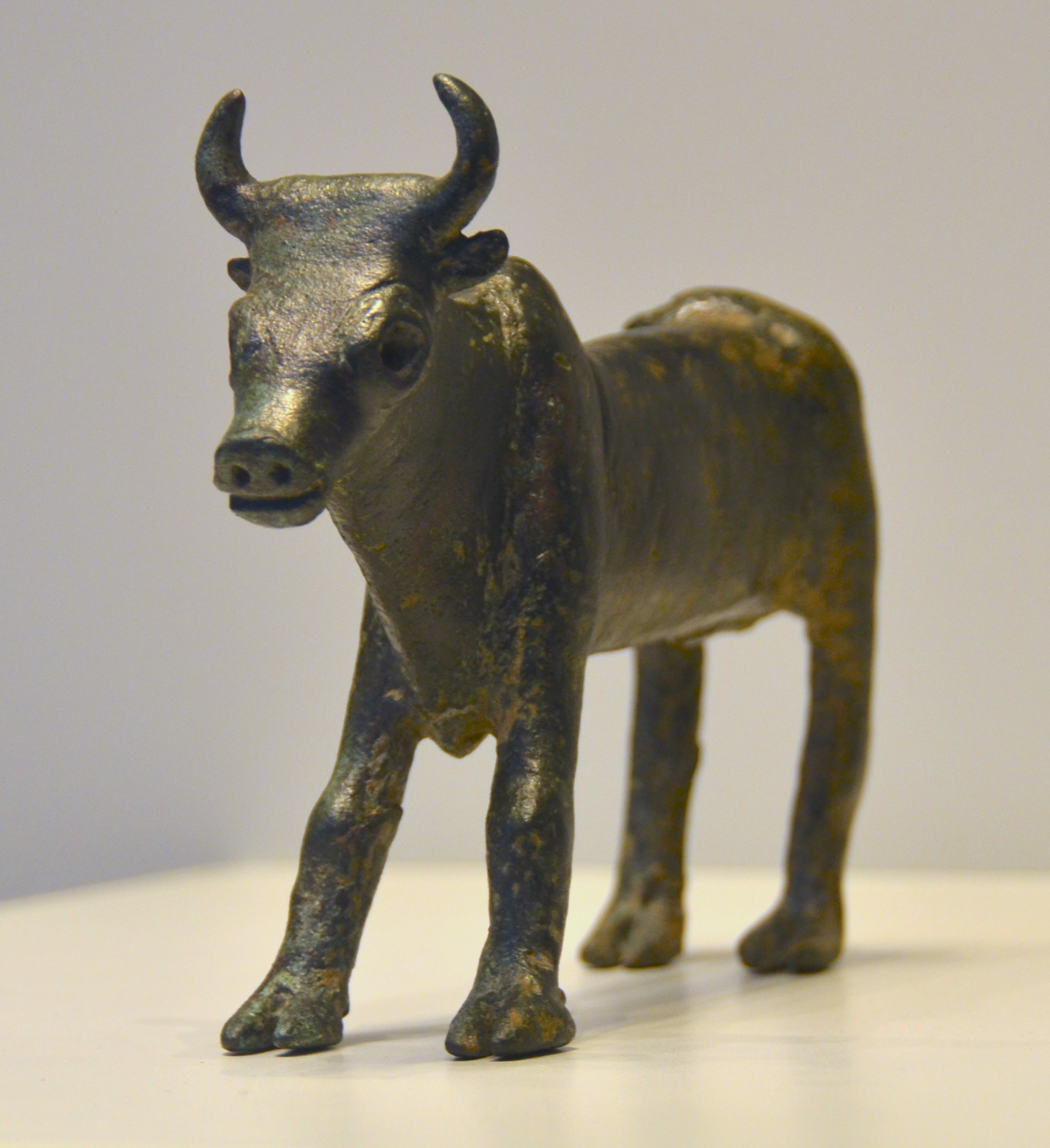
La Estatuilla del toro, hecha de bronce, descubierta en el sitio de culto del en Dhahrat et-Tawileh, Cisjordania.

## Ubicación

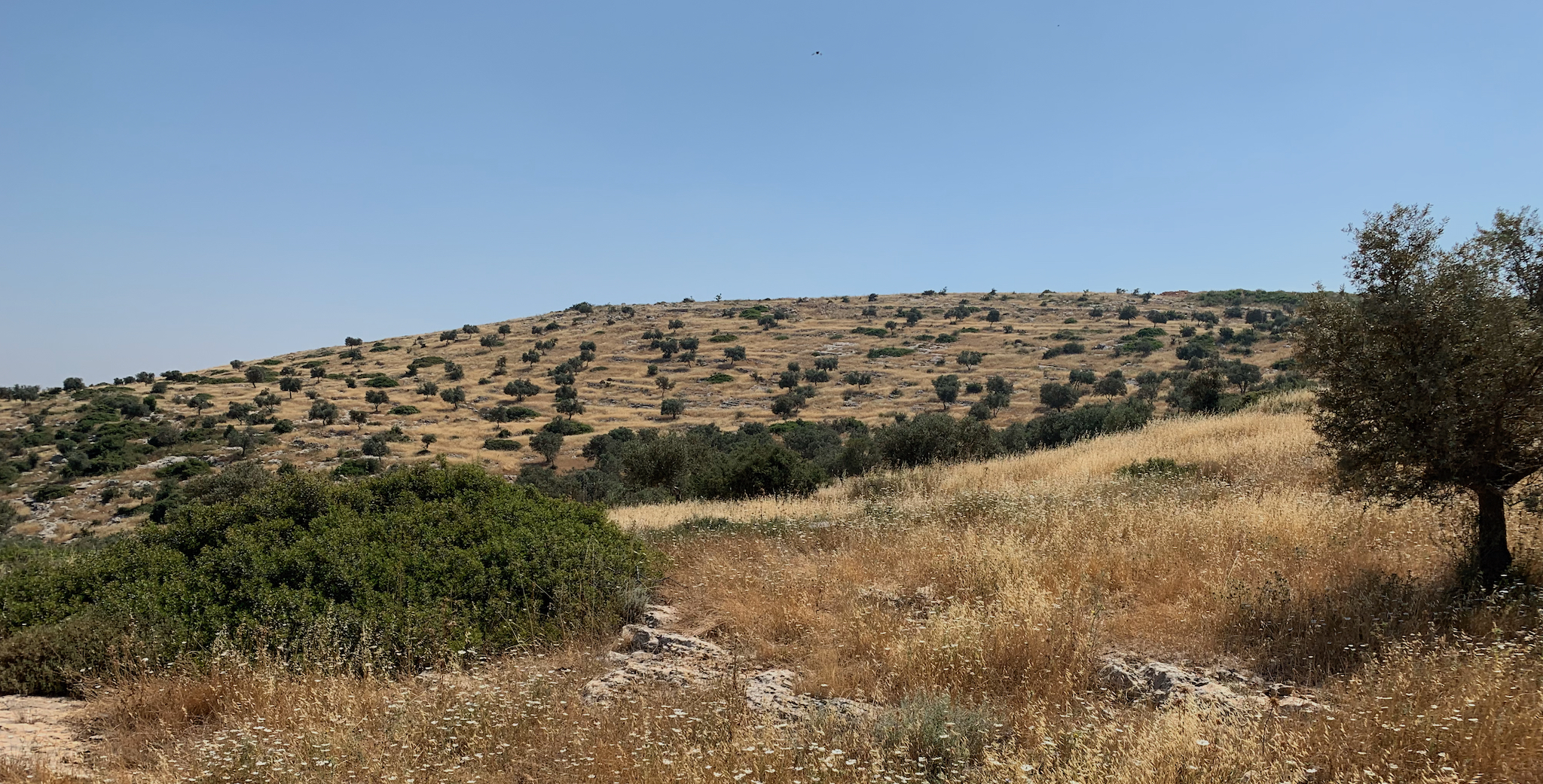
Cordillera Dhahrat et-Tawileh

El sitio está ubicado en la cordillera de Dhahrat et-Tawileh en las colinas del norte de Cisjordania en la Gobernación de Yenín, 75 metros por encima de la antigua carretera que atravesaba el valle de Zababdeh entre Dotan y Tirza. Se encuentra aproximadamente a 6 km al sur de Yenín y 4 km al este de Qabatiya. Desde el Sitio de Toro se puede ver otros puntos altos en el norte de Canaán, incluidos el Monte Carmelo, el Monte Tabor, el Monte Meron, el Monte Gilboa y Jebel Tamun.

## Descubrimiento
El sitio fue descubierto en 1977 por Ofer Broshi, miembro del Kibbutz Shamir y soldado del ejército israelí. Allí desenterró una antigua estatuilla que representa a un toro. Llevó la estatuilla a su kibbutz, donde fue exhibida junto con otras antigüedades que eran propiedad del kibutz. Mientras estaba en exhibición, fue descubierta por el arqueólogo Amihai Mazar, que organizó su traslado al Museo de Israel, donde ahora forma parte de la colección permanente. Según la descripción de Broshi, Mazar pudo localizar el lugar del hallazgo en Dhahrat et-Tawileh y comenzar excavaciones.

## Excavaciones
Mazar realizó dos breves excavaciones en abril de 1978 y septiembre de 1981, por parte del Instituto de Arqueología de la Universidad Hebrea de Jerusalén. Los resultados de la excavación muestran que el sitio se utilizó durante una sola fase (Hierro IA) y luego fue abandonado. La evidencia arqueológica indica que el sitio fue utilizado como lugar de culto, aunque el conjunto de pedernal y alfarería podría indicar un uso doméstico. La datación del sitio a la Edad del Bronce Medio se basó en una lectura errónea de la evidencia de cerámica,  por lo que debe conservarse la datación a principios del siglo XII.

## Sitio de culto

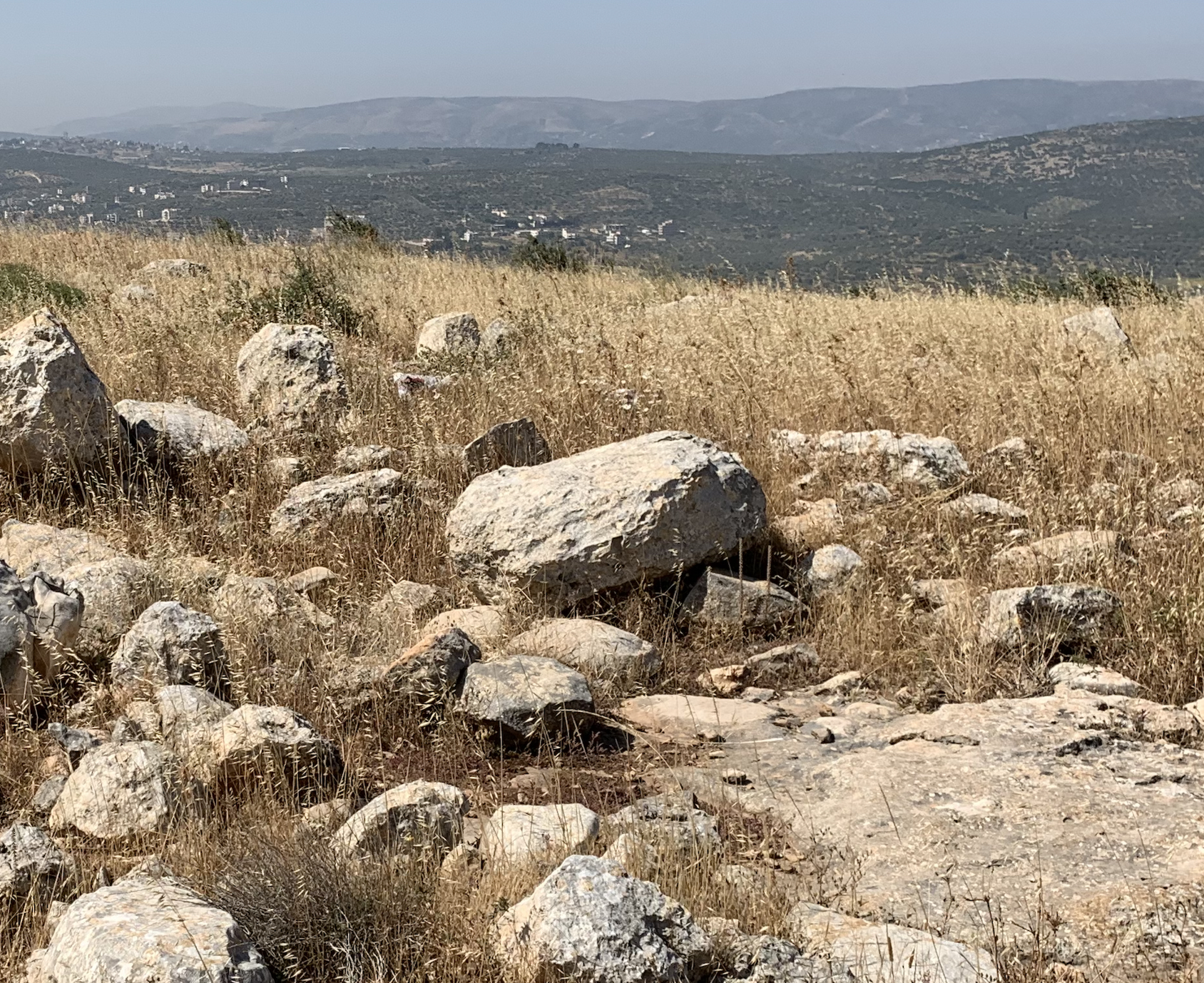
El monolito o altar en el Ssitio del Toro (centro).

Aunque hay varios asentamientos de la Edad del Hierro I en el área, en el Sitio del Toro no hay evidencia de asentamiento. Debido a su ubicación en la cima de una colina (en lo alto de Dharat et-Tawileh), se cree que sirvió como sitio de culto para los asentamientos circundantes.
Construido sobre la roca madre en el siglo XII, el sitio comprende un muro perimetral hecho de grandes cantos rodados traídos de otros lugares. Junto a la entrada oriental del recinto, hay lo que se cree que era un monolito o altar, y frente a eso un área pavimentada. Mazar, el director de la excavación, especula que un árbol sagrado probablemente creció dentro de las paredes del sitio.
No hay consenso sobre el origen étnico de los colonos locales que usaron el sitio. Las sugerencias van desde los israelitas (debido a la ubicación del sitio en la zona asignada a la Tribu de Manasés), a los cananeos, o inmigrantes llegados de más al norte que Canaán.
Según otros puntos de vista, el sitio podría haber sido el hogar de una familia con sus animales, o un recinto para el ganado.

## Estatuilla del Toro
La estatuilla, encontrada cerca del muro occidental del sitio, es de un toro cebú fabricado en bronce, que mide 17,5 cm de largo por 12,4 cm de alto. Es notable no solo por sus ojos y oídos naturalistas,  sino por ser la estatuilla de un toro más grande encontrada en Israel. Aunque Mazar sugiere que puede ser el producto de un artesano israelita local, otros eruditos como Ahlström creen que llegó de Galilea, o de aún más al norte, o sea de fuera de la tierra de Canaán.
No hay consenso sobre qué deidad representa la estatuilla; podría ser una imagen de El, Baal, o Yahweh.